# دروزوفیلا
مگس‌های سرکه (نام علمی: Drosophila) سرده‌ای از زیرراسته کوتاه‌شاخکان، تیرهٔ مگس‌های سرکه است که شامل مگس‌های ریزجثه‌ای چون مگس سرکه معمولی می‌شود. برای نامیدن این مگس‌ها، از هر دو عنوان «مگس‌های سرکه» و «دروسوفیلا» بهره گرفته می‌شود.
این سرده دارای بیش از ۱۵۰۰ گونه است که تنوع بسیاری در ظاهر، رفتار، و زیستگاه دارند.